# Eddie Pope
George Edward Pope (Greensboro, 24 dicembre 1973) è un procuratore sportivo ed ex calciatore statunitense, di ruolo difensore.

## Palmarès

### Club

#### Competizioni nazionali
- U.S. Open Cup: 1

D.C United: 1996
- Campionato MLS: 2

D.C United: 1996, 1997
- MLS Supporters' Shield: 1

D.C United: 1997

#### Competizioni internazionali
- CONCACAF Champions' Cup: 1

DC United:1998
- Coppa Interamericana: 1

D.C. United: 1998

### Nazionale
- Gold Cup: 1

2005

### Individuale
- MLS Best XI: 4

1997, 1998, 2003, 2004
- Difensore dell'anno della Major League Soccer: 1

1997
- Honda Player of the Year: 1

1997
- MLS Fair Play Award: 1

2004
- Inserimento nella MLS All-Time Best XI:

2005